# 埃森哲大樓
埃森哲大樓（Accenture Tower）是一棟位在芝加哥的摩天大樓，樓高42層，建築高度180公尺（590英尺）。建築設計師為墨菲/揚（Murphy/Jahn），建築風格以現代主義建築為主。建築曾用名西北中庭中心（Northwestern Atrium Center）和花旗集團中心（Citigroup Center），建築舊址為奧格爾維中心車站主體建築。埃森哲大樓內部除了辦公室外，也包含零售商圈，另外與奧格爾維中心車站月台相通，每天有數千名搭乘芝加哥城市鐵路（Metra）通勤者經過。

## 槍案

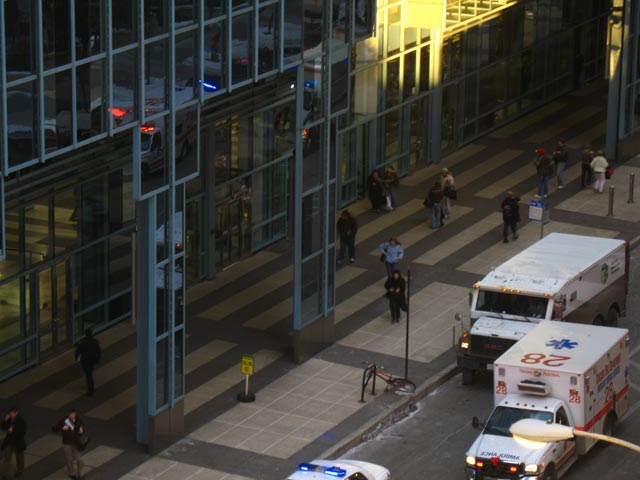
民眾正從大樓撤離

2006年12月8日，大樓第38層其中一間律師事務所發生一起槍戰，歹徒槍殺三人，特警小組狙擊手隨後射殺歹徒，一名人質獲救。此案件造成芝加哥城市鐵路服務中斷超過一小時以上。

## 外部連結
- Accenture Tower （页面存档备份，存于）